# François Napoléon Berger
 (septembre 2009).
Si vous disposez d'ouvrages ou d'articles de référence ou si vous connaissez des sites web de qualité traitant du thème abordé ici, merci de compléter l'article en donnant les références utiles à sa vérifiabilité et en les liant à la section « Notes et références ».
Pour les articles homonymes, voir Berger (homonymie).
François Napoléon Berger est un général de brigade, commandeur de la Légion d'honneur, né à Paris le 13 septembre 1812 et mort à Lunéville le 26 février 1877.

## Biographie
Sous-lieutenant le 1er octobre 1831, lieutenant en mars 1838, il fut promu capitaine le 4 juin 1841, au 4e bataillon de chasseurs à pied à Besançon. Chef de bataillon au 25e léger, le 2 janvier 1851, il rejoignit son nouveau régiment dans la province d’Alger, fit plusieurs expéditions.
En 1855, le 25e léger, devenu 96e de ligne, alla rejoindre l’armée d’Orient ; il se distingua à Sébastopol. Le 24 juin, M. Berger fut promu lieutenant-colonel du 4e de ligne. En 1858, il passa au 3e zouaves, dans la province de Constantine et fit, l’année suivante la campagne d’Italie avec son nouveau régiment, qui se couvrit de gloire à Palestro.
Lors de la guerre franco-prussienne de 1870, il prit part à toutes les batailles sous Metz et à la défense de cette place à la tête de la 2e brigade de la 3e division (de Lorencez) du 4e corps (de Ladmirault). Il fut mis au cadre de réserve, pour limite d’âge, en 1871.